# Orzeszkowo (gromada)
Orzeszkowo – dawna gromada, czyli najmniejsza jednostka podziału terytorialnego Polskiej Rzeczypospolitej Ludowej w latach 1954–1972.
Gromady, z gromadzkimi radami narodowymi (GRN) jako organami władzy najniższego stopnia na wsi, funkcjonowały od reformy reorganizującej administrację wiejską przeprowadzonej jesienią 1954 do momentu ich zniesienia z dniem 1 stycznia 1973, tym samym wypierając organizację gminną w latach 1954–1972.
Gromadę Orzeszkowo z siedzibą GRN w Orzeszkowie utworzono – jako jedną z 8759 gromad – w powiecie hajnowskim w woj. białostockim, na mocy uchwały nr 16/V WRN w Białymstoku z dnia 4 października 1954. W skład jednostki weszły obszary dotychczasowych gromad Orzeszkowo, Pasieczniki Duże, Witowo i Istok ze zniesionej gminy Dubicze Cerkiewne oraz obszar dotychczasowej gromady Topiło wraz z miejscowościami Długi Bród, Piaski i Zabagonie z dotychczasowej gromady Wiluki ze zniesionej gminy Policzna w tymże powiecie. Dla gromady ustalono 14 członków gromadzkiej rady narodowej.
1 stycznia 1972 do gromady Orzeszkowo przyłączono wieś Jagodniki ze zniesionej gromady Stary Kornin.
Gromada przetrwała do końca 1972 roku, czyli do kolejnej reformy gminnej.